# 園田邦之
園田 邦之（そのだくにゆき、1943年1月6日 - ）は、日本の建築技術者。大成建設常任顧問。
大成建設代表取締役副社長、営業総本部長兼社長室副室長兼安全担当を歴任した。
横浜市民プラザ会長。株式会社シーク建築研究所相談役。一級建築士。

## 来歴
1965年3月、日本大学理工学部建築学科を卒業し、同年4月、大成建設に入社した。
1997年6月に取締役に就任し、以後執行役員（1999年6月）、常務役員（2001年6月）、専務役員（2003年4月）、取締役専務役員（2005年6月）を経て、2005年10月に取締役副社長に就任した。